# Interleucina 15
Interleucina 15 (IL-15) é uma citocina com semelhança estrutural com a IL-2. Tal como a IL-2, a IL-15 se liga através de um complexo composto por IL-2 / IL-15 da cadeia beta do receptor (CD122) e a cadeia gama comum (gama-C, CD132). IL-15 é segregada por fagócitos mononucleares (e algumas outras células) após a infecção por vírus (ES). Esta citocina induz a proliferação celular de células assassinas naturais; células do sistema imunes e inatas, cuja função principal é matar as células infectadas por vírus.
IL-15 oi descoberta em 1994 por dois diferentes laboratórios, e foi classificada como Linfócito T com fator de crescimento. Ela aumenta a atividade citotóxica dos linfócitos citotóxicos (CD8),e aumenta a liberação de interferon-gama pelas células NK (natural killers).